# بانک تی‌بی‌سی
بانک تی‌بی‌سی (گرجی: თიბისი ბანკი) شرکت خدمات مالی و بانکداری گرجستانی است، که در سال ۱۹۹۲ تأسیس شد.